# Carole Delauné
Pour les articles homonymes, voir Delaune.
Carole Delauné, née le 25 juillet 1976, est une arbitre internationale française de basket-ball. Elle a d'abord évolué en tant que joueuse, puis entraîneuse, et enfin arbitre.

## Biographie
Carole Delauné est élevée dans le milieu du basket, ses deux parents étant joueurs de ce sport. Elle commence le basket dans le club de l'Avant Garde, à treize ans. Elle rejoint le club de Mondeville en minime. Prometteuse, elle continue sa formation dans le club phare de la région, jusqu'à la catégorie senior où elle intègre l'équipe première et vit les montées successives de son club. Elle devient ensuite entraîneuse et joueuse dans son club d'Ifs. Elle réussit à faire monter les seniors femmes et stabiliser les hommes dans leurs divisions.
Dès son retour au club d'Ifs, elle commence des stages d'arbitrages, depuis toujours passionnée par cette discipline. Un parcours sans faute l’amènera rapidement vers les sommets. Elle est repérée par Pascal Dorizon lors d'un stage d'arbitrage, il repère en elle une future arbitre de haut niveau.
L'arbitrage reste une passion, un exercice compliqué où chaque geste, chaque décision sont scrutés, décortiqués puis jugés. Un métier qui sied bien à la compétitrice que restera Carole Delauné. Elle est consciente de l'exigence quotidienne que cela demande. La pression des grands matchs, les entraîneurs qui ne sont pas toujours cordiaux, les joueurs qui n'acceptent pas toutes les décisions, tout cela peut miner et il faut apprendre à faire avec. Les collègues peuvent être d'une grande utilité.
En 2012, elle est sélectionnée pour arbitrer le Tournoi féminin de basket-ball aux Jeux olympiques d'été de 2012 où elle officie lors de six rencontres.

## Compétitions

### Nationales
- Championnat de France de basket-ball de Nationale féminine 3
- Actuellement : Championnat de France de basket-ball féminin

### Internationales
- 2009 : Championnat d'Europe de basket-ball féminin 2009 des moins de 18 ans[1]
- 2011 : Euro féminin 2011[2]
- 2012 : Jeux olympiques d'été,  Londres[3]
- 2013 : Euro féminin 2013 en France[4]
- 2013 : Qualification à l'Euro féminin 2015[4]